# راس دوتت
راس گرگوری دَوتِت (‎/ˈdaʊθət/‎) (زاده ۱۹۷۹) تحلیلگر سیاسی محافظه کار، وبلاگ نویس و نویسنده آمریکایی و ستون نویس نیویورک تایمز است. او دبیر ارشد اتلنتیک بود. وی دربارهٔ موضوعات محافظه کارانه متنوعی از جمله وضعیت مسیحیت در آمریکا و «انحطاط پایدار» در جامعه معاصر نوشته‌است.

## زندگی شخصی
دوتات در ۲۸ نوامبر ۱۹۷۹ در سان فرانسیسکو، کالیفرنیا متولد شد و در نیو هیون، کنتیکت بزرگ شد. در نوجوانی، به پنطیکاستی و سپس، به همراه بقیه خانواده، به کاتولیسیزم گروید.
مادرش، پاتریشیا اسنو، نویسنده است. پدر پدربزرگ وی فرماندار چارلز ویلبرت اسنو از کنتیکت بود. پدر وی، چارلز دوتت، از شرکای یک شرکت حقوقی در نیو هیون و شاعر است. در سال ۲۰۰۷، دوتت با ابیگیل تاکر، گزارشگر بالتیمور سان و نویسنده اسمیتسونیان ازدواج کرد. او و خانواده اش در نیو هاون، کانکتیکات زندگی می‌کنند.